# Robert MacClure

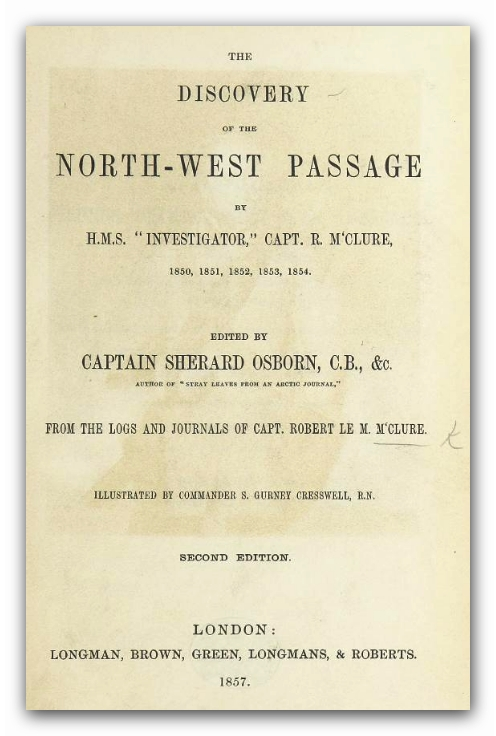
Emlékiratainak címlapja

Robert John le Mesurier MacClure (Wexford, Írország, 1807. január 28.  – London, 1873. október 17.) angol tengerész, sarkkutató. Családnevének másik írásmódja M'Clure.

## Életpályája
Apja, Robert McClure, a brit hadseregszázadosa öt hónappal fia születése előtt meghalt. Ezután anyját, Jane Elgee-t és a gyermeket apja régi bajtársa, John Le Mesurier vette védőszárnyai alá. Az ifjú Robert a középiskolát Etonban, a katonai akadémiát Sandhurstben végezte el, és 1824-től a tengerészetnél szolgált.
Először 1836-ban vett részt sarkvidéki expedíción, mint George Back első tisztje a Terror hajón. A Foxe-medencében a hajó befagyott és súlyosan megrongálódott, de sikerült vele visszafelé is átszelni az Atlanti-óceán, és eljutottak Írország nyugati partjaira. Ezután kerek tizenkét évig nem hajózott a sarkvidéken.
1838-ban, a felső-kanadai felkelés alatt a Niagara, Williams Sandom a Nagy-tavakon hajózó flottillája zászlóshajójának kapitánya volt, majd Nyugat-Indiába vezényelték. 1842-től 1846-ig a havannai bázisú Romney parancsnoka volt, majd két évig a parti őrségnél szolgált.
1848–1849-ben Franklin-expedíció felkutatására indított első, sir James Clark Ross vezette sarkvidéki expedícióban az Investigatoron hajózott, mint főhadnagy. Hajójuk a Lancaster-szorosban fagyott a jégbe. Ezután a legénység szánokon indult Franklinék keresésére, de ezeken az utakon MacClure, aki több mint egy hónapig betegeskedett, nem vett részt. A jéggel visszasodródtak a Baffin-öbölbe, ahol a hajó kiolvadt, és visszahajóztak Angliába anélkül, hogy az eltűnt expedícióról bármit is megtudtak volna.
1850-ben többek között őt is felkérték a Franklin-expedíció felkutatására. Eredetileg két hajóval indultak volna útnak úgy, hogy a parancsnok Richard Collinson, az Enterprise kapitánya lett volna, és őt kísérte volna MacClure az Investigatoron. A többségtől eltérően, Alaszkából, kelet felé kívántak útnak indulni úgy, hogy Honoluluban találkoznak, és a Bering-szoroson hajóznak be az Északi Jeges-tengerre. MacClure öt napot késett a találkozóról: aznap futott be, amikor Collinson elunta a várakozást, és pár órával MacClure érkezése előtt maga indult útnak. MacClure be akarta hozni a lemaradást, és az Aleut-szigetek között vezető, kockázatos utat választotta. A rövidítés olyan jól sikerült, hogy Collinson előtt ért a Lisburne-fokhoz, ahol találkozott Henry Kellett Herald nevű hajójával. Kellett, aki MacClure feljebbvalója volt, valószínűtlennek tartotta, hogy az Enterprise még mindig az Investigator előtt legyen, de nem adta parancsba MacClure-nak, hogy várja meg a Collinsont, ő pedig továbbhajózott. Egy rövid időre befagyott hajójával, de kiszabadult, és továbbhaladt északkelet felé. Elérte a Banks-szigetet, és fölfedezte az ezt a Victoria-szigettől elválasztó Prince of Wales-szorost.
A sziget partja mellett addig haladt északnak, amíg hajója a téli időszakra be nem fagyott. Ezután szánokon folytatta a környék felderítését. Franklinék nyomát ugyan ezúttal sem találta, de egyik ilyen útján észrevette azt a jellegzetes sziklát, amit Parry írt le a Melville-sziget déli partján még 1820-ban. Ezzel igazolta, hogy az Északnyugati átjáró létezik, Amerika északról vízen megkerülhető. Ezért a felfedezéséért lovaggá ütötték, később róla nevezték el a M'Clure-szorost.
Az Investigator fedélzetén 1850–1854 között megtett útjairól szóló emlékiratait Északnyugati átjáró címmel Londonban adta ki, 1857-ben.